# سان کانتزیان دی ایسونتزو
سان کانتزیان دی ایسونتزو (به ایتالیایی: San Canzian d'Isonzo) یک کومونه در ایتالیا است که در استان گوریتزیا واقع شده‌است.

## خصوصیات
سان کانتزیان دی ایسونتزو ۳۳٫۶ کیلومترمربع مساحت و ۶٬۳۹۴ نفر جمعیت دارد و ۸ متر بالاتر از سطح دریا واقع شده‌است.